# Ворота Познани
Ворота Познани (Интерактивный центр интерпретации исторического наследия) (пол. Interaktywne Centrum Historii Ostrowa Tumskiego, Brama Poznania ICHOT) — наименование учреждения культуры города Познань, в районе Сьрудка. Открытие состоялось 1 мая 2014 года. Главная экспозиция Ворот Познани посвящена истории Тумского Острова, самого древнего района города. Комплекс расположен над рекой Цыбиной, между Сьрудкой и Тумским Островом, недалеко от моста Йордана. Состоит из двух частей: главного бетонного здания и Кафедрального шлюза, которые соединяет стеклянный мост над рекой. Ворота Познани ICHOT находятся в ведении Центрa исторического наследия Познани — местного учреждения культуры города Познань, и одновременно является его резиденцией.

## История создания
Идея создания нового интерактивного центра была связана с обширной программой ревитализации района Сьрудка «План развития Познани на 2005—2010». В то же самое время создавался новый туристический продукт под названием «Королевско-императорский маршрут» (польск. Trakt Królewsko-Cesarski), в состав которого был включён центр Ворота Познани.

## Строительство
9 марта 2009 года был объявлен международный конкурс на строительство Интерактивного центра истории Тумского острова. Участие в конкурсе приняли 52 студии, всего было представлено 25 проектов. 6 июля 2009 года были объявлены результаты конкурса. Первая премия была присуждена студии Ad Artis Эмерлa, Ягеллович, Войда из Кракова. 29 января 2010 года был объявлен международный конкурс на разработку главной выставки центра. Из 12 представленных работ 4 были допущены к оценке. Жюри единогласно указало предложение, представленное бельгийским участником тендера — Tempora.

## Архитектура

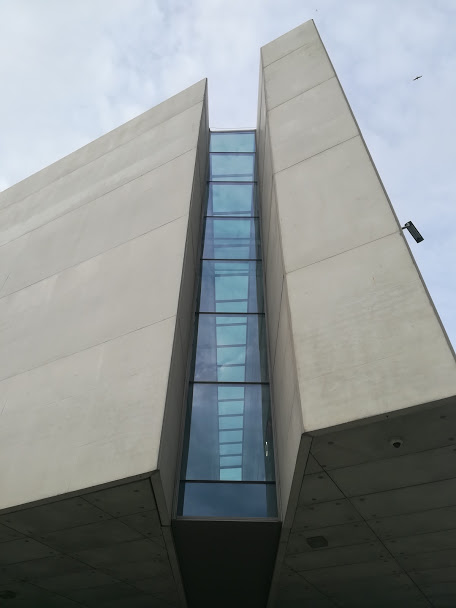
Главное здание

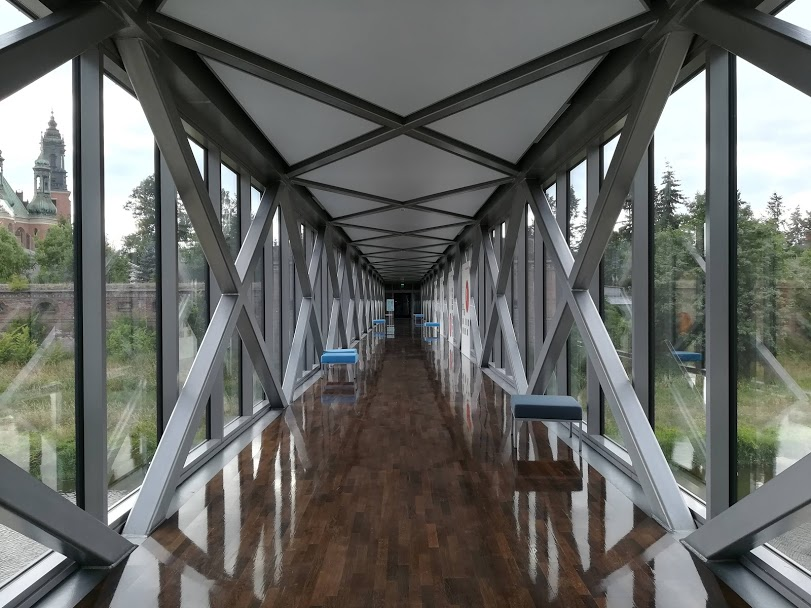
Пешеходный мост над рекой Цыбиной

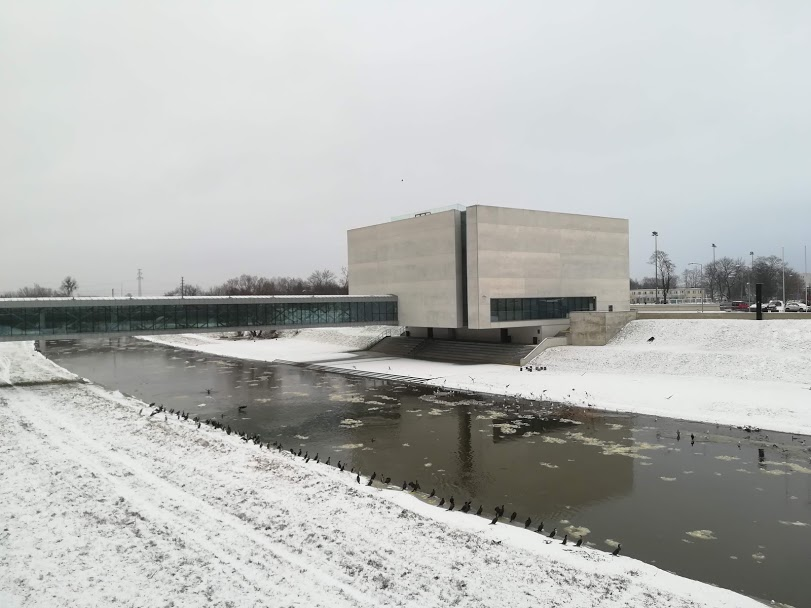
Вид с моста Йордана

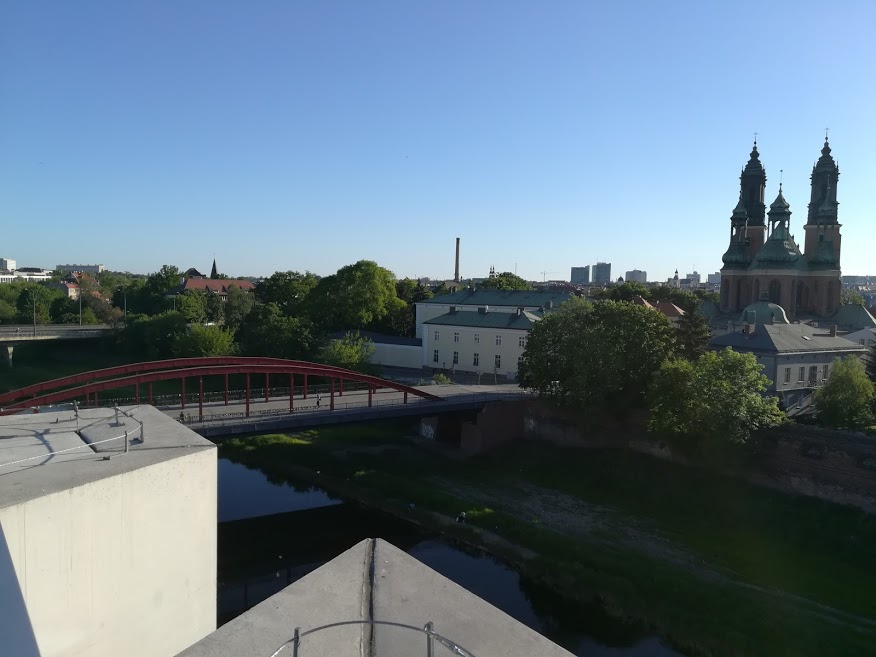
Вид со смотровой площадки на Тумский Остров

Комплекс Воротa Познани состоит из главного современного здания (который находится по правой стороне реки Цыбины), Кафедрального шлюза на Тумском Острове, моста над рекой, амфитеатра, парка и парковки. Авторами проекта являются архитекторы: Аркадиуш Эмерла и Мачей Войда из Краковской студии Ad Artis.
Главное здание было подвешено над берегом Цыбины. Оно имеет форму минималистского куба, через который проходит стеклянный коридор, деля тем самым здание на две части. Проходя по этому коридору и по верхним стеклянным мостикам из зала в зал, посетители могут наслаждаться видом на кафедральный собор.
Здание построено из архитектурного бетона, почти без окон, из-за чего форма здания производит впечатление монолитного куба, который пересекает стеклянный коридор. Так же складывается впечатление, как будто здание немного висит в воздухе из-за его расположения над рекой. Внизу находится бетонный амфитеатр. Минималитсткая архитектура Ворот Познани играет ключевую роль в урбанистическом контексте всего района. Так как вокруг находятся исторические памятники, здание спроектировано таким образом, чтобы оно не составляло конкуренции более древним постройкам Тумского Острова и Сьрудки. Площадь главного здания: 5116 м².
Вторая часть комплекса — Кафедральный шлюз, является историческим фрагментом бывшей Познанской крепости, построенной в 1834—1839 годах, который входил в состав несуществующего военного гидротехнического сооружения. Двухэтажное кирпичное здание площадью 738 м² используется для проведения временных выставок.

## Экспозиция
Главная экспозиция Ворот Познани — это интерактивная выставка, представляющая историю Тумского Острова, самой древней части города. На выставке нет экспонатов, она состоит из мультимедиальных инсталяций, экранов, различных макетов и небольших интерактивных залов для детей.

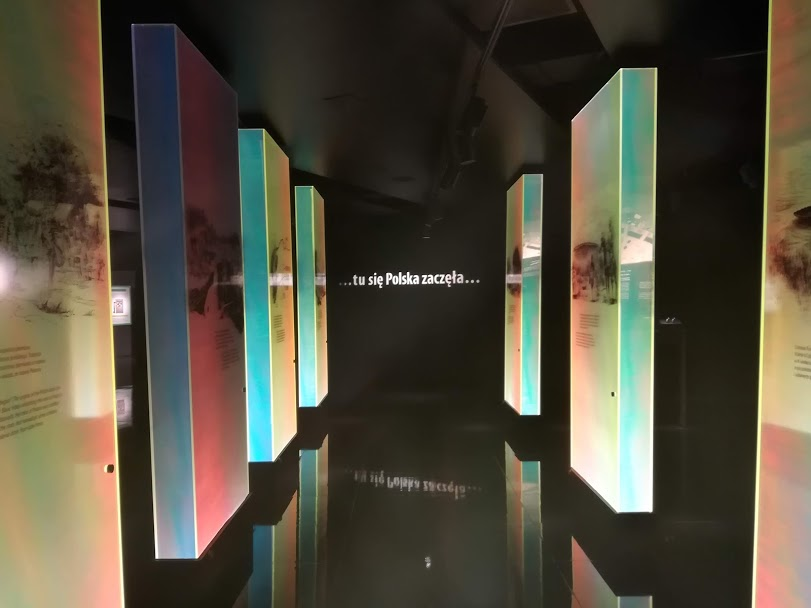
Главная экспозиция, зал «Град»

Экспозиция поделена на четыре тематических зала:
- Зал «Град» — представляет историю первых поселений на Тумском Острове и строительства древнего городища
- Зал «Вода» — рассказывает о крещении Польши
- Зал «Золото» — представляет историю развития Тумского Острова с XVI по XIX век
- Зал «Витраж» — посвящён истории XX века, Второй мировой войне и современности.

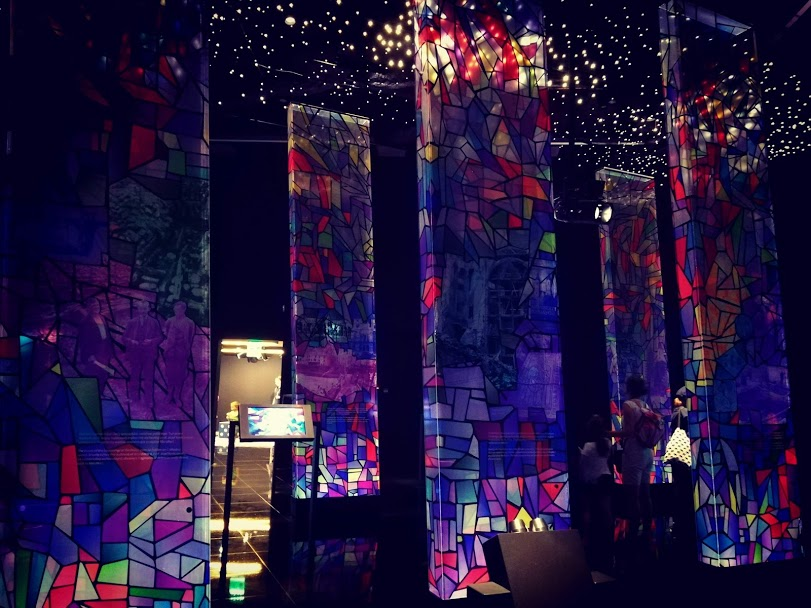
Зал Витраж

Осмотр экспозиции включает в себя также (сезонную) смотровую площадку на крыше здания. Выставка адаптирована для посетителей с ограниченными возможностями. Тур проходит с помощью аудиогида, доступного в восьми языках (польский, английский, немецкий, французский, испанский, русский, чешский, украинский).
Временные выставки проходят в здании Кафедрального шлюза и на стеклянном пешеходном мосту над рекой. На амфитеатре ежегодно проводятся различные мероприятия: концерты, театральные представления, ярмарки, мастер-классы и перформансы.

## Деятельность
Оператор объекта — Центр культурного туризма TRAKT организует, среди прочего, образовательные мероприятия для детей школьного и дошкольного возраста, пожилых людей, людей с ограниченными возможностями и других групп, подверженных риску изоляции, а также учебные мероприятия, предназначенные для музеологов, педагогов и других практиков в области интерпретации исторического наследия. Центр также ведёт издательскую деятельность и деятельность в области социального архивирования.
На набережной Цыбины, на амфитеатре проводятся сезонные мероприятия, связанные с природным наследием долины Цыбины и Тумского Острова под названием «Живая река» (польск. Rzeka żywa).
Центр руководит также несколькими проектами в городском пространстве такими, как Fest Fyrtel Jeżyce, Łazarz, Wilda, Социальный архив Сьрудки (Archiwum Społeczne Śródki) и маршрут по следам городских легенд для детей (Szlak Legend dla Dzieci).